# St. Nikolaus (Kardorf)
Die Kirche St. Nikolaus im oberschwäbischen Kardorf ist Filialkirche der Pfarrei Illerbeuren.

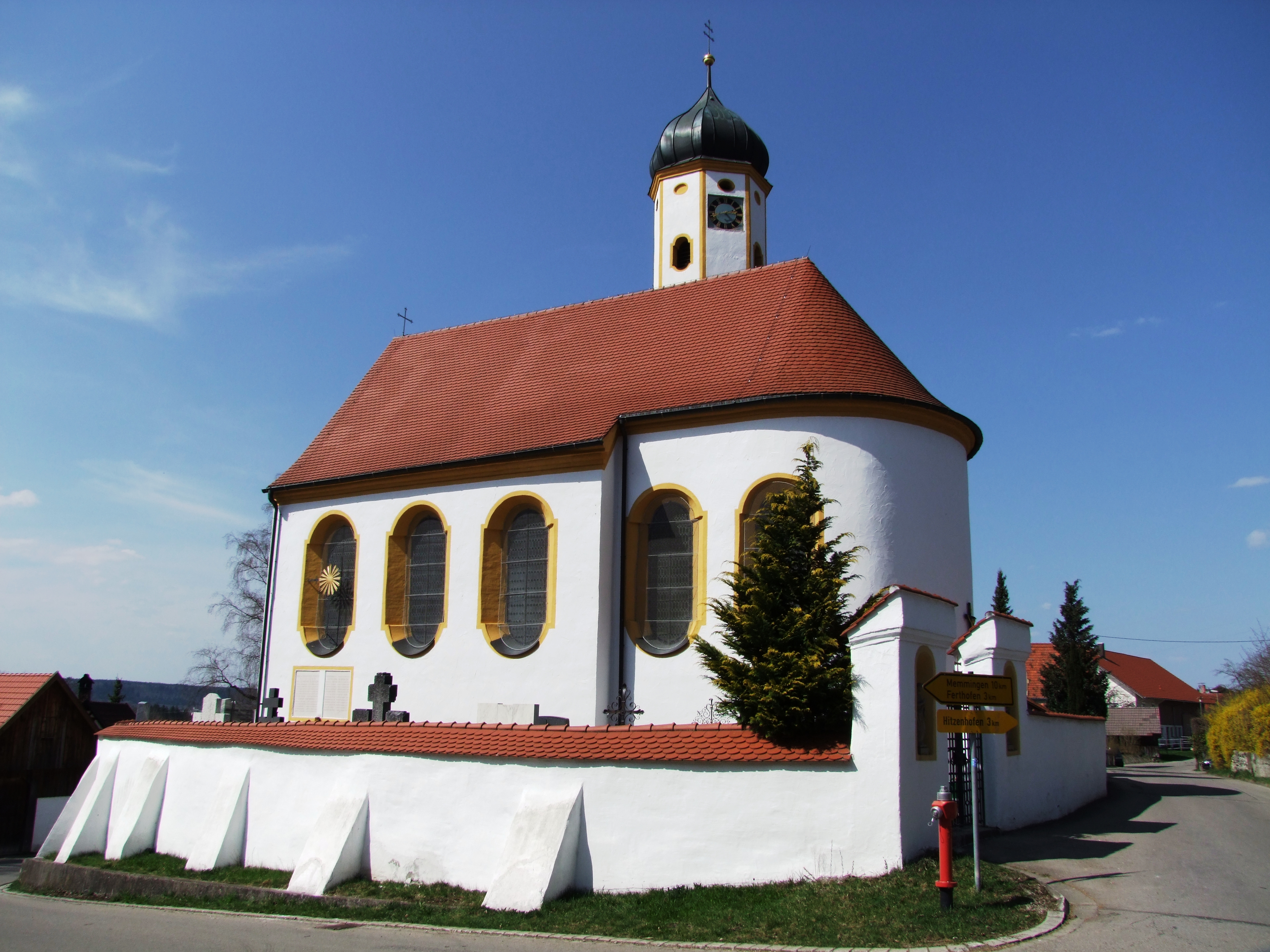
St. Nikolaus in Kardorf

## Lage
Die Kirche liegt zentral im Dorf Kardorf, einem Ortsteil der Gemeinde Kronburg in Oberschwaben auf einem Hügel oberhalb der Iller. Um die Kirche liegt der von einer Mauer umgebene dörfliche Friedhof.

## Geschichte
Über die frühere Kirche ist nichts bekannt. Als sicher gilt, dass beim Neubau 1730 Baumaterial der Vorgängerkirche verwendet wurde. Die Kirche wurde vom Kloster Rot an der Rot unter dem Abt Hermann Vogler erbaut. Zumindest das untere spätmittelalterliche Turmgeschoss wurde wiederverwendet.
Das Dorf war bis 1803 eine Exklave der Reichsabtei Rot an der Rot, größter Grundbesitzer war aber das Unterhospital  der freien Reichsstadt Memmingen. Bis 1821 war St. Nikolaus mit der Pfarre Steinbach uniert und zählte zum Kapitel Isny des Bistums Konstanz. Die katholische Pfarrei Mariä Himmelfahrt in Illerbeuren betreut heute seelsorgerisch die Filialkirche St. Nikolaus in Kardorf. 

## Baubeschreibung

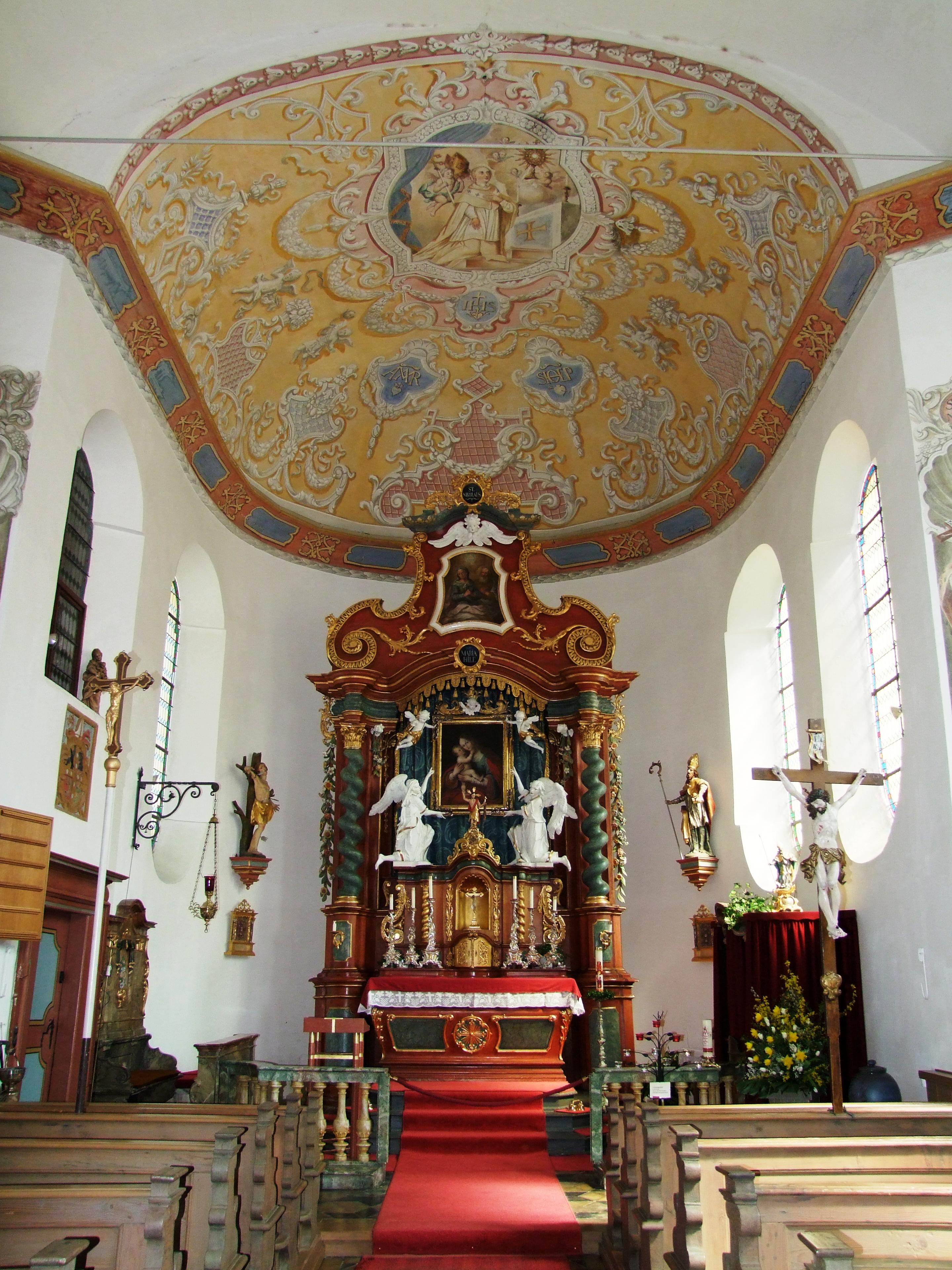
Der Chorraum

Die geostete einschiffige Saalkirche hat drei Fensterachsen und einen vorgesetzten, leicht eingezogenen Chorraum mit zwei Fensterachsen. Der Chor ist halbrund geschlossen; an der Nordseite steht ein quadratischer Turm mit Oktogon und Zwiebelhaube. Die Fenster sind oben und unten rundbogig geschlossen. Zwischen Turm und Chor befindet sich ein zweigeschossiger Anbau mit Pultdach als Sakristei.

## Ausstattung
Die Ausstattung stammt aus der Erbauungszeit um 1730. Über der Sakristeitüre ist das Wappen von Hermann Vogler mit der Bezeichnung 1730 angebracht. Das Chorfresko zeigt den heiligen Norbert von Xanten mit seinen Attributen und ist seitlich von ornamentalen Malereien umgeben. Im Langhaus befindet sich an der nördlichen Seite des Chorbogens ein Fresko des heiligen Hermann Joseph von Steinfeld, an der südlichen Seite eines des heiligen Johannes Nepomuk. Das Deckenfresko des Langhauses hat die Verklärung des Kirchenpatrons Nikolaus von Myra zum Inhalt. Das Altarblatt des barocken Hochaltars enthält unter einem von weiß gefassten Engeln gehaltenen Baldachin eine Kopie des Innsbrucker Gnadenbildes Mariahilf. Im Auszug sind die Heiligen Joachim und Anna zu sehen. Im Chorraum stehen an den Wänden die Heiligen Andreas und Nikolaus auf Konsolen. Der schlichte Beichtstuhl an der südlichen Chorseite hat als Bekrönung eine Statue des heiligen Nikolaus. Die Kanzel an der Südseite ist schlicht ausgeführt. In einer Ausbuchtung der Nordwand befindet sich eine sitzende Madonna aus der Mitte des 14. Jahrhunderts. An der Westwand ist eine Empore eingebaut.